# J. Bruce Ismay
Joseph Bruce Ismay (sinh ngày 12 tháng 12 năm 1862 – mất ngày 17 tháng 10 năm 1937) là một doanh nhân người Anh, chủ tịch và giám đốc quản lý của hãng tàu hơi nước White Star Line. Ông nhận được sự quan tâm của dư luận quốc tế khi là quan chức cấp cao nhất của hãng White Star official nằm trong số 712 người sống sót (so với 1,517 người thiệt mạng trên tổng số 2,223 hành khách, bao gồm cả thủy thủ đoàn) trong chuyến ra khơi đầu tiên của con tàu vượt đại dương do công ty ông đóng, chiếc RMS Titanic. Việc ông sống sót sau vụ đắm tàu khiến nhiều người cho rằng ông là một kẻ hèn nhát và phong cho ông một danh hiệu gây nhiều tranh cãi, Con gà của đại dương.